# Musees
Les Musees (grec antic: Μούσεια) foren un festival de l'antiga Grècia dedicat a les Muses que se celebrava en un bosquet als vessants inferiors del mont Helicó, a Beòcia, no gaire lluny de la font d'Aganipe, que inspirava els que hi bevien. Se celebrava cada cinc anys amb una gran esplendor, segons Plutarc. Durant la celebració tenien lloc concursos literaris.
Originàriament se celebrava amb la supervisió dels habitants d'Ascra, i segons la tradició l'havien instituït els Aloïdes, que havien fundat aquella ciutat. Posteriorment, segons Pausànies, va passar a dependre dels habitants de Tèspies.
Èsquines parla també d'un festival amb el mateix nom que se celebrava a l'escola de poetes grecs que hi havia instal·lada a l'Helicó, amb sacrificis on contribuïen els alumnes.